# Овечко Іван
Іва́н Ове́чко (1920, Мелітополь — 2002, Денвер, штат Колорадо) — український письменник, поет, літературознавець і критик, журналіст.

## Життєпис
Народився 1920 року у Мелітополі.
До початку німецько-радянської війни був учителем. У роки війни емігрував на Захід, перебував у Бразилії, потім переїхав до США. Упродовж багатьох років викладав слов'янські мови в Університеті Північного Колорадо (Ґрілі, штат Колорадо).
Помер 2002 року у Денвері (штат Колорадо), де і похований.

## Творчість
Автор спогадів «Ти був чужий» (1957), збірки віршів «Не плач, Україно» (1980).
Окремі видання:
- Овечко І. І сталося чудо Боже… (Репортаж про чудотворні молитви о. Ліми в Тамбау) [Архівовано 27 лютого 2021 у Wayback Machine.]. — Сан-Паулу, 1955. — 50 с.
- Овечко І. Ти був чужий: Бразилія очима українця. — Сан-Паулу, 1957. — 114 с.
- Овечко І. Не плач, Україно: Вибрані поезії [Архівовано 13 лютого 2021 у Wayback Machine.]. — Лос-Анджелес, 1965. — 43 с.
- Овечко І. Вибрані статті ч. 1 [Архівовано 16 січня 2021 у Wayback Machine.]. — Б.м., 1967. — 63 с.
- Овечко І. Вибрані статті т. 2 [Архівовано 27 лютого 2021 у Wayback Machine.]. — Б.м., 1969. — 53 с.
- Овечко І. Вибрані поезії, нариси, оповідання, статті, рецензії. — Лос-Анджелес: Батурин, 1970. — 184 с.
- Овечко І. Вибране XXL: поезії, нариси, оповідання, статті, рецензії [Архівовано 14 лютого 2021 у Wayback Machine.]. — Лавленд, 1970. — 184 с.
- Овечко І. Вибрані статті ч. 4: 1970-1973 [Архівовано 8 лютого 2021 у Wayback Machine.]. — Б.м., 1973. — 94 с.
- Овечко І. Чехов і Україна [Архівовано 14 лютого 2021 у Wayback Machine.]. — Мюнхен-Ґрилі: Український Вільний Університет Серія: Монографії ч. 20 , 1973. — 150 с.
- Пером і словом (Іван Овечко у дзеркалі 25-річної діяльности за океаном) 1950-1975. Бібліографія, відгуки, рецензії [Архівовано 8 лютого 2021 у Wayback Machine.].  — Лос-Анджелес, 1975. — 291 с.
- Овечко І. Нумо до праці. — Лос-Анджелес, 1980. — 85 с.
- Овечко І. Фрагменти з автобіографії [Архівовано 15 січня 2021 у Wayback Machine.]. — Аврора : Украпрес, 2002. — 109 с.